# Átropo
Átropo o Átropos (en griego Ἄτροπος, ‘inexorable’ o ‘inevitable’ o ‘sin orden’), llamada Aisa por Estobeo,  era una de las tres Moiras. Su equivalente en la mitología romana, según Aulio Gelio, era Morta (‘Muerte’), tercera de las Parcas.
Se dice que es «la más pequeña [en estatura], no en modo alguno una diosa grande, si bien era más importante que las otras y más vieja».  Átropo elegía el mecanismo de la muerte y terminaba con la vida de cada mortal cortando su hebra con sus «aborrecibles tijeras». Trabajaba junto con Cloto, quien hilaba la hebra y Láquesis, quien medía su longitud. Las tres eran hijas de Zeus y Temis, diosa del orden, o de Nix, la de la noche.  No está claro si Zeus era superior a las Moiras o si estaba sujeto a ellas igual que los mortales.
Boccaccio nos dice que Átropo no es más que uno de los nombres que hacen referencia al teónimo de la personificación de la «Muerte», entre los cuales también se incluyen Mors, Parca, Letum («destrucción»), Necesidad y Hado. Incluso Servio diferencia a Mors y Átropo, diciendo que Átropo es la «muerte natural o disolución de las cosas» pero Mors es la «muerte violenta».
Análoga en la mitología germano-escandinava es Skuld —la tercera de las Nornas, que personificaba el futuro—.